# Galtö naturreservat
Galtö är en ö och ett naturreservat i Tjureda socken i Växjö kommun i Småland (Kronobergs län). Det består av en ö   i Helgasjön.
Reservatet är skyddat sedan 2008 och är 6,5 hektar stort. Det består av en skogklädd ö i Helgasjön nordväst om Växjö.

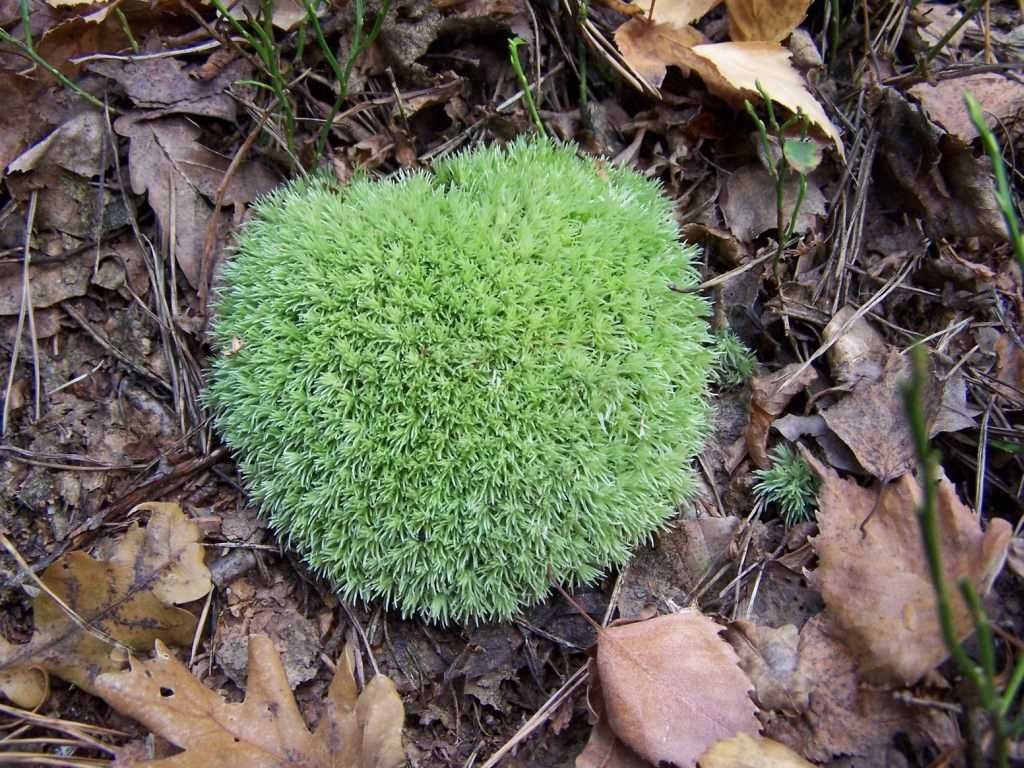
Blåmossa

Ön är 700 m lång och 100 m bred. Den täcks främst av orörd gammal granskog. I denna naturskog finns stora biologiska och geologiska värden samt friluftsvärden. I området kan man finna signalarter som stor revmossa, blåmossa, vedticka, korallav och västlig hakmossa. Både lärkfalk och fiskgjuse häckar på ön.